# Stomozoa australiensis
Stomozoa australiensis är en sjöpungsart som beskrevs av Kott 1990. Stomozoa australiensis ingår i släktet Stomozoa och familjen Stomozoidae. Inga underarter finns listade i Catalogue of Life.